# Hội Nghĩa
Hội Nghĩa là một phường thuộc thành phố Tân Uyên, tỉnh Bình Dương, Việt Nam.

## Địa lý
Phường Hội Nghĩa nằm ở phía bắc thành phố Tân Uyên, có vị trí địa lý:
- Phía đông giáp huyện Bắc Tân Uyên và phường Uyên Hưng
- Phía tây và phía bắc giáp huyện Bắc Tân Uyên
- Phía nam giáp phường Tân Hiệp và phường Uyên Hưng.

Phường Hội Nghĩa có diện tích 17,26 km², dân số năm 2021 là 44.859 người, mật độ dân số đạt 2.599 người/km².

## Hành chính
Phường Hội Nghĩa được chia thành 7 khu phố: 1, 2, 3, 4, 5, Nông trường cao su 1, Nông trường cao su 2.

## Lịch sử
Trước đây, Hội Nghĩa là một xã thuộc huyện Tân Uyên, tỉnh Bình Dương.
Xã Hội Nghĩa được thành lập vào ngày 25 tháng 4 năm 1979, là một xã thuộc vùng kinh tế mới của huyện Tân Uyên lúc bấy giờ.
Năm 1999, xã Hội Nghĩa có diện tích 17,34 km², dân số là 4.074 người, mật độ dân số đạt 235 người/km².
Ngày 29 tháng 12 năm 2013, xã Hội Nghĩa trực thuộc thành phố Tân Uyên mới thành lập.
Ngày 10 tháng 1 năm 2020, Ủy ban Thường vụ Quốc hội ban hành Nghị quyết số 857/NQ-UBTVQH14 (nghị quyết có hiệu lực từ ngày 1 tháng 2 năm 2020). Theo đó, thành lập phường Hội Nghĩa trên cơ sở toàn bộ 17,26 km² diện tích tự nhiên và 39.638 người của xã Hội Nghĩa.